# Умиак

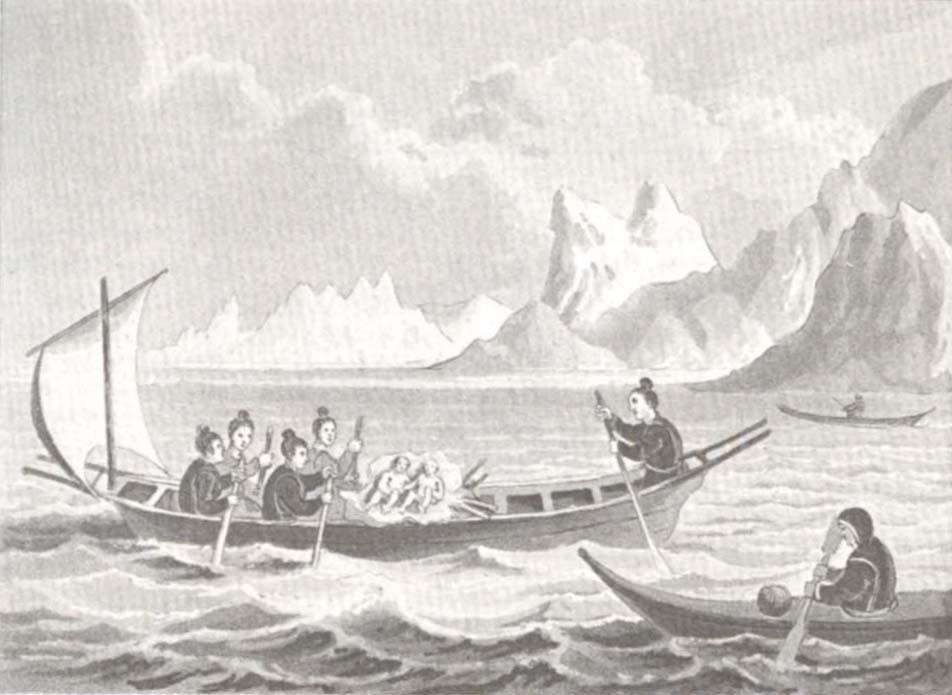
Умиак (1770)

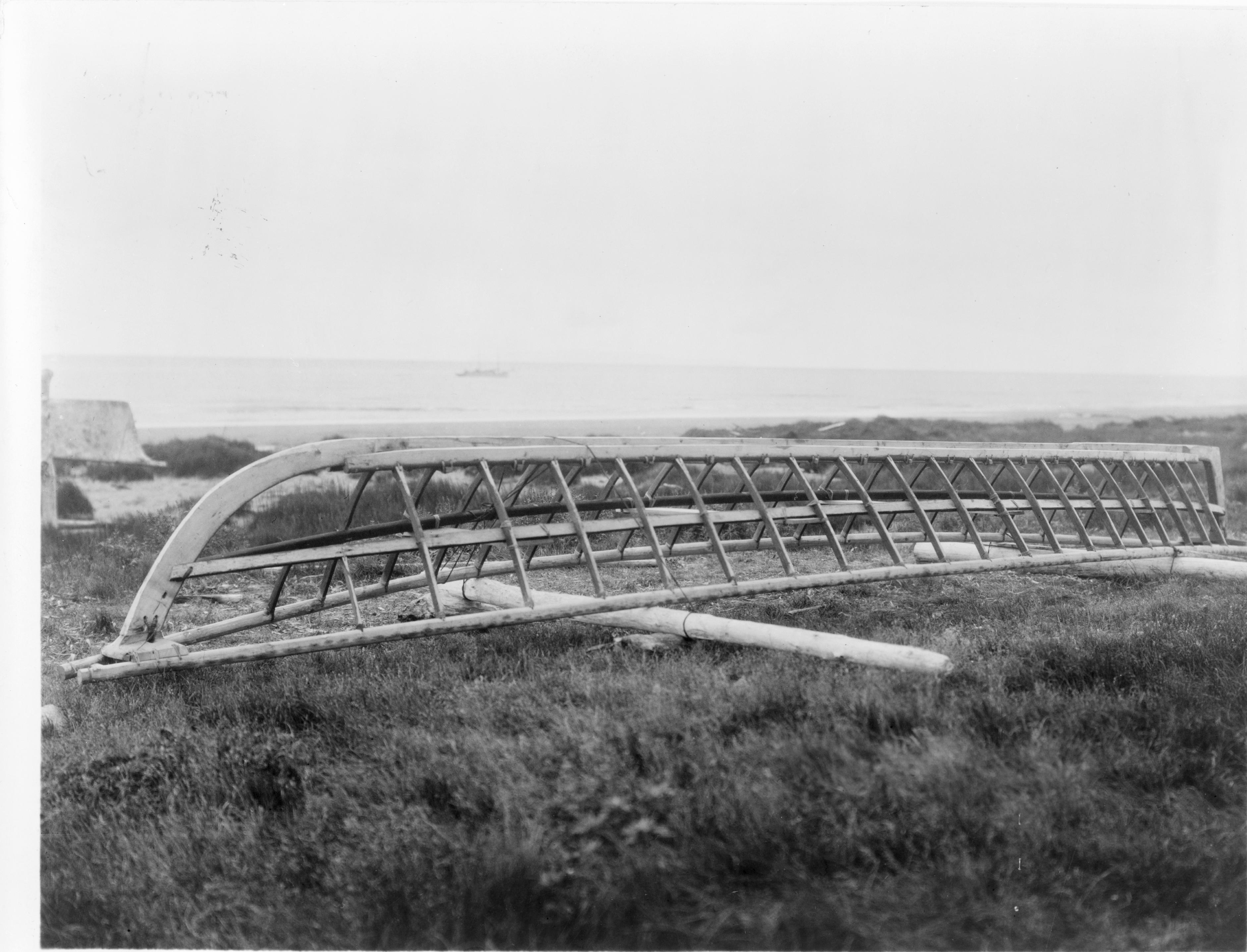
Каркас умиака. Фото Э. Кёртиса, 1927 г.

Умиак или аньяпик (также: umialak, oomiak, ongiuk, anyak) — вид лодки у эскимосов. То же, что и байдара. Название значит «женская лодка», в противоположность каяку, «мужской лодке». Подобно каяку, умиак обычно делался из плавника или китового уса, сколоченного или связанного в остов, на который натянута кожа тюленя лахтака, моржа или белого медведя. Использовался летом для перевозки людей и имущества на летние охотничьи земли, а также для охоты на китов.
На больших и средних умиаках гребли однолопастными вёслами, а при попутном ветре поднимали квадратный парус из ро́вдуги. Влияние европейских лодок сказалось на применении длинных вёсел с уключинами из ремней и поворотного руля с румпелем.

## Разновидности
Самые большие умиаки использовались для дальних поездок, перевозки грузов и военных походов. Такие лодки были до 20 м длиной и брали свыше 4 тонн груза или 25—30 человек. В настоящее время они уже не употребляются (Чукотка).
Средние умиаки (аньяпик) имеют 8—10 м длины и грузоподъёмность до 1,5 тонн. Сейчас на Чукотке их делают только в одном селении, но они активно используются эскимосами Аляски.
Маленькие умиаки имеют длину 2—4 м, ширину 75—85 см, высоту борта 35—45 см и рассчитаны на одного—двух человек. Это были основные промысловые лодки для охоты на мелких тюленей, ловли рыбы и плавания по тихой воде вдоль берега. Гребут на них духлопастных веслом. На Чукотке сейчас их чаще используют пожилые охотники.